# Dysonia ypsilon
Dysonia ypsilon är en insektsart som beskrevs av Piza Jr. 1951. Dysonia ypsilon ingår i släktet Dysonia och familjen vårtbitare. Inga underarter finns listade i Catalogue of Life.